# Двигатель Toyota H
Двигатели Toyota серии H — серия рядных шестицилиндровых дизельных двигателей внутреннего сгорания, выпускавшихся японской компанией Toyota с 1967 по 1990 год. До 1972 года не устанавливался на автомобили.

## H
Toyota H является рядным шестицилиндровым двенадцатиклапанным двигателем объёмом 3,6 л (3576 см3). Диаметр цилиндра составляет 88, а ход поршня — 98 мм. Степень сжатия 21:1. Мощность составляет 70 кВт (95 л. с.) при 3600 об/мин, а крутящий момент — 216 Н⋅м при 2200 об/мин.

### Устанавливался на
- Toyota Land Cruiser HJ45
- Toyota Dyna HU15, HU30
- Toyota Weapon HQ15

## 2H
2H является рядным шестицилиндровым двенадцатиклапанным двигателем объёмом 4,0 л (3980 см3) с посредственным впрыском топлива. Диаметр цилиндра составляет 91 мм, а ход поршня — 102 мм. Степень сжатия 20,7:1. Мощность составляет 77—80 кВт (105—107 л. с.) при 3500 об/мин, а крутящий момент — 240 Н·м при 2000 об/мин. Сухая масса двигателя 330 кг.

### Устанавливался на
- Toyota Land Cruiser HJ47, HJ60, HJ75
- Toyota Dyna HU20, 30, 40, 50
- Toyota Coaster HB20, 30

## 12H-T
12H-T является рядным шестицилиндровым двенадцатиклапанным двигателем объёмом 4,0 л (3980 см3) с посредственным впрыском топлива. Диаметр цилиндра составляет 91 мм, а ход поршня — 102 мм. Степень сжатия 18,6:1. Мощность составляет 100 кВт (134 л. с.) при 3500 об/мин, а крутящий момент — 315 Н·м при 1800 об/мин.

### Устанавливался на
- Toyota Land Cruiser HJ61
- Toyota Coaster HB20, 30